# Ультраяркие рентгеновские источники
Ультраяркие рентгеновские источники (англ. Ultraluminous X-ray source, ULXs) — небесное тело с сильным излучением в рентгеновском диапазоне (1039–1042 эрг/с в диапазоне 0,5–100 кэВ), квазипериодическим на масштабе порядка 20 с, шкала переменности от нескольких секунд до нескольких лет. Если предположить, что излучение изотропно, то для согласования с эддингтоновской светимостью, необходимо, чтоб масса гравитирующего тела была 10'000 Mʘ.

## Наблюдения

### Рентгеновский диапазон
В рентгеновском диапазоне спектры ULXs не содержат ярких особенностей. Континуум неплохо описывается законом {\displaystyle f_{E}\propto E^{-\alpha }} где α =0.5 −2. Также спектр можно представить спектром многоцветного диска, который есть не что иное, как интегральное излучение стандартного аккреционного диска Шакуры-Сюняева с температурой внутреннего края 1-3 кэВ.

### Оптический диапазон
В оптическом диапазоне обнаруживается, что ULX находится в областях звездообразования. В квадратах ошибок источника обнаруживаются молодые горячие звезды, однако из-за удалённости, как правило, их блеск не ярче 20 зв. величины, что затруднят их исследования методами спектроскопии, однако в отдельных случаях спектры снять удаётся и оказывается, что это типичная звезда класса O или B.
Часто вокруг ULX расположены туманности. Их спектры имеют ряд особенностей:
- интенсивность линий свидетельствуют об ударной ионизации
- светимость в линиях высокого возбуждения и линейчатость спектра требует источник жёсткого УФ-излучения